# Maďarská akademie věd
Maďarská akademie věd (maďarsky: Magyar Tudományos Akadémia) je nejvýznamnější učená společnost v Maďarsku. Sídlí v Budapešti, v historistní budově slavnostně otevřené roku 1865 a navržené architektem Friedrichem Augustem Stülerem. Jejími hlavními úkoly jsou kultivace vědy, šíření vědeckých poznatků, podpora výzkumu a reprezentace maďarské vědy ve světě. Historie akademie se začala psát v roce 1825, kdy hrabě István Széchenyi nabídl svůj celoroční příjem pro účel zřízení národní učené společnosti na zasedání uherského sněmu (tehdy sídlícího v Bratislavě), načež jeho příkladu následovali další poslanci. Cílem byl tehdy hlavně rozvoj maďarštiny a šíření věd v maďarštině. Svůj současný název získala instituce v roce 1845. Akademie uděluje titul doktora Maďarské akademie věd (D.Sc). Řídí také několik vědeckých ústavů, z nichž tradičně nejprestižnější je Matematický ústav Alfréda Rényiho (Rényi Alfréd Matematikai Kutatóintézet). Známými prezidenty akademie byli József Eötvös (1866–1871), Menyhért Lónyay (1871–1884), Loránd Eötvös (1889–1905), Josef August Rakouský (1936–1944), Zoltán Kodály (1946–1949) nebo László Lovász (2014–2020).